# Asclepias
Asclépiade
«  Asclépiade (plante) » redirige ici. Pour les autres significations, voir Asclépiade.
Cet article possède un paronyme, voir Asclépios.
Genre
Classification APG II (2003)
Les asclépiades, plantes herbacées vivaces dicotylédones du genre Asclepias, regroupent plus de 140 espèces inventoriées. Appartenant à la famille des Asclépiadacées selon la classification classique, elles sont maintenant réunies dans une sous-famille des Apocynacées, les Asclepiadoideae, selon la classification phylogénétique.
Elles représentent des plantes très importantes d'un point de vue écologique, fournissant du nectar à de nombreuses espèces de pollinisateurs, tout en étant la plante hôte de certains insectes, notamment le papillon monarque.
Les asclépiades produisent des cosses. Ces cosses contiennent des filaments mous connus sous le nom de soies, chacune d'entre elles étant rattachée à une graine. Lorsque la cosse mûrit, elle s'ouvre et les graines sont disséminées par anémochorie.
Les asclépiades produisent du latex, un liquide laiteux toxique composé d'une diversité de molécules, dont des alcaloïdes et des terpènes.

## Étymologie
Carl von Linné nomma le genre d’après le dieu grec de la médecine Asclépios, cette plante possédant de nombreuses vertus en phytothérapie.

## Liste d'espèces
Selon ITIS :
- Asclepias albicans S. Wats.
- Asclepias amplexicaulis Sm.
- Asclepias angustifolia Schweig.
- Asclepias arenaria Torr.
- Asclepias asperula (Dcne.) Woods.
- Asclepias brachystephana Engelm. ex Torr.
- Asclepias californica Greene
- Asclepias cinerea Walt.
- Asclepias connivens Baldw.
- Asclepias cordifolia (Benth.) Jepson
- Asclepias cryptoceras S. Wats.
- Asclepias curassavica L.
- Asclepias curtissii Gray
- Asclepias cutleri Woods.
- Asclepias emoryi (Greene) Vail
- Asclepias engelmanniana Woods.
- Asclepias eriocarpa Benth.
- Asclepias erosa Torr.
- Asclepias exaltata L.
- Asclepias fascicularis Dcne.
- Asclepias feayi Chapman ex Gray
- Asclepias fructicosa L. (Syn de Gomphocarpus fruticosus)
- Asclepias glaucescens Kunth
- Asclepias hallii Gray
- Asclepias hirtella (Pennell) Woods.
- Asclepias humistrata Walt.
- Asclepias hypoleuca (Gray) Woods.
- Asclepias incarnata L.
- Asclepias involucrata Engelm. ex Torr.
- Asclepias labriformis M.E. Jones
- Asclepias lanceolata Walt.
- Asclepias lanuginosa Nutt.
- Asclepias latifolia (Torr.) Raf.
- Asclepias lemmonii Gray
- Asclepias linaria Cav.
- Asclepias linearis Scheele
- Asclepias longifolia Michx.
- Asclepias macrotis Torr.
- Asclepias meadii Torr. ex Gray
- Asclepias michauxii Dcne.
- Asclepias nivea L.
- Asclepias nummularia Torr.
- Asclepias nyctaginifolia Gray
- Asclepias obovata Ell.
- Asclepias oenotheroides Cham. & Schlecht.
- Asclepias ovalifolia Dcne.
- Asclepias pedicellata Walt.
- Asclepias perennis Walt.
- Asclepias physocarpa (E. Mey.) Schlechter (Syn de Gomphocarpus physocarpus)
- Asclepias prostrata Blackwell
- Asclepias pumila (Gray) Vail
- Asclepias purpurascens L.
- Asclepias quadrifolia Jacq.
- Asclepias quinquedentata Gray
- Asclepias rubra L.
- Asclepias rusbyi (Vail) Woods.
- Asclepias scaposa Vail
- Asclepias solanoana Woods.
- Asclepias speciosa Torr.
- Asclepias sperryi Woods.
- Asclepias stenophylla Gray
- Asclepias subulata Dcne.
- Asclepias subverticillata (Gray) Vail
- Asclepias sullivantii Engelm. ex Gray
- Asclepias syriaca L.
- Asclepias texana Heller
- Asclepias tomentosa Ell.
- Asclepias tuberosa L.
- Asclepias uncialis Greene
- Asclepias variegata L.
- Asclepias verticillata L.
- Asclepias vestita Hook. & Arn.
- Asclepias viridiflora Raf.
- Asclepias viridis Walt.
- Asclepias viridula Chapman
- Asclepias welshii N. et P. Holmgren

## Prédation
Les asclépiades produisent du latex contenant des glycosides cardiotoniques, molécules qui modifient l'activité de la pompe sodium-potassium, pouvant notamment interférer avec les cellules régulant le rythme cardiaque des animaux. Certaines espèces d'insectes sont cependant résistantes à l'action de ces glycosides.
Les chenilles des papillons de jour suivants se nourrissent de feuilles d'asclépiade :
- Monarque, Grand monarque, Danaus plexippus
- Petit monarque, Danaus chrysippus

Les punaises de l'asclépiade, aux stades de nymphe et d'adulte, se nourrissent des graines et du nectar de l'asclépiade :
- Petite punaise de l'asclépiade (en), Lygaeus kalmii
- Grande punaise de l'asclépiade, Oncopeltus fasciatus

La chrysomèle de l'asclépiade (Labidomera clivicollis) se nourrit des feuilles et des fleurs de l'asclépiade. 
Différentes espèces de pucerons, dont le puceron jaune du laurier rose (Aphis nerii), se nourrissent de la sève d'asclépiade. Ces piqueurs-suceurs sont souvent gardés en élevage par des fourmis, qui organisent l'infestation, protègent les pucerons et bénéficient de leur miellat.

### Asclepiaset monarques
Les asclépiades sont la source exclusive de nourriture pour les larves de papillons monarques (Danaus plexippus) en Amérique du Nord. Associées aux milieux ouverts désormais largement agricoles, les espèces de ce genre ont décliné dans les régions comme le Midwest, en raison de la popularisation, dans la deuxième moitié de années 1990, des herbicides à base de glyphosate associés aux cultures transgéniques. Cette baisse de l'abondance des asclépiades a contribué au déclin de la population de monarque migrateur de l'Est. En 2013, le nombre de monarques en migration vers le Mexique a été le plus bas jamais enregistré, couvrant à peine 0,67 hectare de forêt (à comparer à 21 hectares à la saison 1996-1997).

## Utilisation
Dans le passé, la teneur élevée en dextrose du nectar de ces plantes était une source d'édulcorants pour les indigènes d'Amérique et les voyageurs. Le latex des asclépiades contient du caoutchouc (entre 1 et 2 %) utilisé comme ressource naturelle par les Alliés pendant la Seconde Guerre mondiale pour la confection de gilets de sauvetage. Depuis cette plante est identifiée comme espèce en difficulté du fait de l'effet combiné de l'urbanisation et de la pollution.
Mise en culture commercialement depuis 2012, principalement au Québec, l’asclépiade, aussi connue sous l’appellation « soie » ou « soyer » en reprenant un terme utilisé par le naturaliste Charles Sigisbert Sonnini qui l'avait importé en France comme plante exotique à fibre soyeuse à incorporer dans les tissus. Le soyer du Québec est issu de la variété d’asclépiade commune (Asclepias syriaca) cultivée principalement dans la vallée du fleuve Saint-Laurent.
Une industrie vouée à sa transformation s’est constituée depuis 2015. On utilise la soie pour la confection d’isolants thermique et acoustique et d’absorbants pétroliers,. 